# Нижній Нольдур
Нижній Нольду́р (рос. Нижний Нольдур, марій. Осыпъял) — присілок у складі Куженерського району Марій Ел, Росія. Входить до складу Юледурського сільського поселення.

## Населення
Населення — 53 особи (2010; 46 у 2002).
Національний склад (станом на 2002 рік):
- марійці — 96 %